# Leonide
Leonide is een windmolen in Anna Paulowna in de gemeente Hollands Kroon. De molen staat aan de Kneeskade en is in 2002 gebouwd als woonhuis. Voor het achtkant is de voormalige poldermolen De Zeemeeuw  uit het Groningse Uithuizen aangekocht. Deze molen was sinds 1988 gedemonteerd opgeslagen. Ook zijn onderdelen van andere voormalige molens gebruikt.
De Leonide heeft het aanzien van een traditionele zaagmolen, maar heeft nooit een molenfunctie gehad. Behalve het bovenwiel is in de molen geen gaande werk aanwezig.